# Dinoconda
Dinoconda (chinesisch: 过山龙) im China Dinosaurs Park (Changzhou, Jiangsu, China) ist eine 4D-Stahlachterbahn vom Modell 4th Dimension des Herstellers S&S – Sansei Technologies, die am 29. April 2012 eröffnet wurde. Sie und Eejanaika in Fuji-Q Highland sind die einzigen 4D-Achterbahnen des Herstellers.
Die 1050 m lange Strecke erreicht eine Höhe von 69 m und verfügt über drei Inversionen. Die Züge erreichen eine Höchstgeschwindigkeit von 126 km/h.

## Züge
Die Züge von Dinoconda verfügen über jeweils sechs Wagen mit Platz für jeweils vier Personen (eine Reihe).